# Ernst Lönegren
Ernst Frithiof Lönegren, född 15 juli 1862 i Maria Magdalena församling, Stockholm, död 18 oktober 1937 i Bromma församling, Stockholms stad, var en svensk biskop. Lönegren var biskop i Härnösands stift 1910–1934, psalmförfattare och grundare av Vårsta diakoni i Härnösand 1912. Lönegren var son till generaltulldirektören Gustaf Lönegren och Sophia Bodman.

## Biografi
Ernst Lönegren föddes i Maria Magdalena församling, Stockholm. Han var son till generaltulldirektören Gustaf Lönegren och Sophia Bodman. Lönegren avlade 1880 mogenhetsexamen i Norrköping och blev vårterminen 1881 student vid Lunds universitet. Han prästvigdes 21 juni 1887 för Linköpings stift till vikarierande pastor och vikarierande komminister i Linköpings S:t Lars församling. Var även från 18 november 1887 fängelsepredikant i Linköping och blev 1 maj 1889 vikarierande pastor i Kärna församling. Lönegren utnämndes 18 maj 1894 till kyrkoherde i Öveds församling, tillträdde 1896 och blev 20 oktober 1898 pastor och föreståndare för diakonissanstalten på Ersta, tillträdde 1899. Den 19 maj 1906 blev han extraordinarie hovpredikant och uppfördes 1907 som tredje förslag till biskopsämbetet i Linköpings stift.
Lönegren blev 22 januari 1909 biskop i Härnösands stift och kyrkoherde i Härnösands pastorat. Han tillträde båda befattningarna 1910 och frånträdde pastoratet 1913. Lönegren blev 31 oktober 1917 teologie doktor och utnämndes 1919 till kommendör med stora korset av Nordstjärneorden.
Lönegren tog en teoretisk teologisk examen vid Lunds universitet 1886. Lönegren har bland annat utgett Minnesskrift till Svenska diakonissanstaltens 50-årsjubileum (1901) samt Johan Christoffer Bring (1926). 1899–1909 redigerade Lönegren diakonissanstaltens organ Olivebladet.

### Familj
Lönegren gifte sig första gången 3 decmeber 1889 med Ester Viktoria Hellström (1864–1899),, dotter till stadsingenjören Bror Leonard Hellström och Virginia Holmström. De fick tillsammans barnen Ruth Lönegren (född 1890) som var gift med kyrkoherden Arne Olof Arbman i Hässjö församling, agronomen Gustaf Allvar Lönegren (född 1892), Anna Lönegren (1894–1895), Bror Gösta Lönegren (1896–1896), löjtnanten Ernst Gunnar Lönegren (född 1897) vid Kungliga fortifikationen och telegrafisten Elisabeth Lönegren (född 1899).
Han gifte sig andra gången 27 januari 1903 med Emma Maria Johanna Stålhös (född 1867), dotter till landssekreteraren Carl Erik Stålhös i Västerås och Emma Charlotta Rehbinder. De fick tillsammans barnen Sigfrid Karl Gustaf Lönegren (född 1905) och Gustaf Lönegren (född 1910).

### Översättningar
- Söndagsbarn — lyckobarn, översättning från tyska. Lund 1898, 1907.[4]
- Louise Fryxell, en lifsbild från diakonissvärlden, Stockholm 1908.[4]

## Psalmer
- Din kärlek, Jesus, gräns ej vet.